# Synagogue de Bâle
La synagogue de Bâle, en Suisse, peut accueillir 400 personnes. Elle a été inaugurée en septembre 1868.

## Communauté juive de Bâle
Les premières traces d'une communauté juive à Bâle remontent au XIIe siècle. Cette première présence prit fin avec la peste noire, pendant laquelle les juifs furent accusés d'empoisonner les puits et où près de 600 juifs furent brûlés vers 1349. La communauté juive reprit forme peu après, mais à la suite de nouvelles accusations, les juifs s'enfuirent à la fin du XIVe siècle.
À la fin du XVIe siècle, Bâle devint un important centre d'imprimerie pour des ouvrages en hébreu, et des correcteurs juifs reçurent l'autorisation de s'y installer.
En 1789, à la suite de la Révolution française, les émeutes anti-juifs firent rage en Alsace et de nombreux juifs alsaciens se réfugièrent à Bâle où ils reçurent des permis de séjour temporaires. Cette communauté ne put cependant prospérer, du fait d'interdictions sévères imposées aux juifs, notamment relatives au mariage.
À partir du milieu du XIXe siècle, les interdictions furent levées et la communauté put se développer. Elle compte de nos jours près de 2 300 membres.

## Architecture et construction
Une première synagogue fut construite et inaugurée le 4 septembre 1850, située Unt.-Heuberg n°403, aujourd'hui n°21.
La seconde synagogue de Bâle fut construite et inaugurée en septembre 1868 par Moïse Nordmann. Elle est située Eulerstrasse/Leimenstrasse. C'est l'architecte Rudolf Gauss de Heilbronn qui conçut le bâtiment, surmonté d'une coupole, qui peut accueillir 200 hommes et 200 femmes. Le bâtiment est inscrit comme bien culturel suisse d'importance nationale.
Le rabbinat de Bâle fut confié au rabbin Arthur Cohn après la mort du rabbin Moïse Nordmann.